# Maria de São José Almeida
Maria de São José Almeida (Lisboa, 1960) es una periodista portuguesa. Trabaja en el diario portugués Público desde su fundación en 1990. Es especialista en política nacional, fue relatora parlamentaria entre 1995 y 2005. Es reportera principal de Público,  y también preside el Consejo de Ética del Sindicato de Periodistas. 
São José Almeida introdujo la defensa LGBTQ en el periodismo político portugués. 
En 2010 publicó a través de la editorial Sextante el libro Homossexuais no Estado Novo (en español: Homosexuales en el Estado Novo), en el que buscó abordar aspectos de las vivencias de las personas homosexuales en Portugal y en las colonias portuguesas durante el período del Estado Novo, situándolas en el respectivo marco jurídico, psiquiátrico y moral. 
En el libro Continuar a Tentar Pensar de 2011 reunió un conjunto de crónicas escritas para el diario Público. 

## Premios
En octubre de 2006 recibió el Premio Arcoíris de la Asociación ILGA Portugal por su contribución a la lucha contra la discriminación y la homofobia.
Recibió nuevamente este premio en 2009, por su trabajo de investigación O Estado Novo dizia que não havia homossexuais, mas perseguia-os (en español: El Nuevo Estado decía que no había homosexuales, pero los perseguía), que dio origen a su libro Homossexuais Perseguidos no Estado Novo, publicado en mayo de 2010. Ese mismo año, por el mismo trabajo de investigación, obtuvo la Mención Honorífica del Premio de Derechos Humanos, otorgado por la Comisión Nacional de la UNESCO y la Oficina de Medios de Comunicación. Además, en 2009, obtuvo la Mención Honorífica del Premio Paridad: Mujeres y Hombres en la Comunicación Social, otorgado por la Comisión de Ciudadanía e Igualdad de Género, por su trabajo Mulheres não Chegam ao Topo (en español: Las mujeres no llegan a la cima). En octubre del mismo año, ganó el premio europeo de periodismo Por la Diversidad. Contra la Discriminación, en la categoría general del premio promovido por la Comisión Europea en cada uno de los estados miembros, con el trabajo Homossexuais Perseguidos no Estado Novo (en español: Homosexuales Perseguidos en el Estado Novo).
En octubre de 2010 fue galardonada con el Premio de Medios, otorgado por la Red Ex-aequo – Asociación de Jóvenes Lesbianas, Gays, Bisexuales, Transexuales y Simpatizantes, por el libro Homossexuais Perseguidos no Estado Novo, y también ganó la Mención Honorífica del Premio Paridad: Mujeres y Hombres en la Comunicación Social del mismo año con el artículo Homossexuais Perseguidos no Estado Novo.

## Obras
- Homossexuais no Estado Novo (2010)
- Continuar a Tentar Pensar (2011)